# 1901 en santé et médecine
| Années de la santé et de la médecine : 1898 - 1899 - 1900 - 1901 - 1902 - 1903 - 1904    |
| Décennies de la santé et de la médecine : 1870 - 1880 - 1890 - 1900 - 1910 - 1920 - 1930 |

Cet article présente les faits marquants de l'année 1901 en santé et médecine.

## Événements

### Autriche
- Mars : à la 10e exposition de la Sécession, Gustav Klimt présente La Médecine, l'une des peintures qui lui ont été commandées pour orner le hall d'entrée de l'université de Vienne.
- 14 novembre : le bactériologiste autrichien Karl Landsteiner publie à Vienne un article dans lequel il annonce la découverte de trois groupes sanguins (système ABO)[1].

### États-Unis
- 14 septembre : mort du président William McKinley à la suite d'une blessure par balles mal soignée depuis le 6 septembre, date de l'attentat[2].

### France
- 25 janvier : Fernand Cathelin, interne en neurologie dans le service de chirurgie de l’hôpital Tenon, commence ses expériences d’anesthésie péridurale[3].
- 1er mars : ouverture de l'hôpital Bretonneau[4].
- 29 mars : le Conseil d'État français arbitre sur le droit d'une municipalité à appointer un médecin chargé de soigner gratuitement tous les habitants de la commune[5].
- 31 mars : création de la Société française de prophylaxie sanitaire et morale par Jean-Alfred Fournier[6].
- Mai : inauguration de l'institut colonial de Bordeaux, qui comprend un musée ethnographique situé dans les locaux de la faculté de médecine[7].
- 5 juin : Pierre Curie et Henri Becquerel publient une note sur les effets physiologiques des radiations[8],[9].
- Le 14e congrès français de chirurgie se tient à Paris sous la présidence d'Aimé Guinard[10].

## Publications
- Novembre : Henri Danlos publie de premiers résultats sur le traitement du lupus par la radiumthérapie[8],[11].
- 25 novembre 1901 : Alois Alzheimer décrit le tableau clinique de la maladie qui porte son nom. En 2018, il n'existe toujours aucun traitement connu[12].

## Prix
- Prix Nobel de médecine : Emil von Behring, « pour ses travaux sur la sérothérapie, en particulier sur son usage contre la diphtérie, par lesquels il a ouvert une nouvelle voie à la science médicale[13] ».

## Naissances
- 20 janvier : Margaret Pittman (morte en 1995), bactériologiste américaine, chef de laboratoire des produits bactériens au National Institutes of Health (NIH).
- 21 avril : Raymond Bolzinger (mort en 1983), médecin militaire français.
- 30 avril : Ernest Schaffner (mort en 1966), médecin et homme politique français, spécialiste de la phtisie et de la silicose[14].
- 14 mai : Gaston Baissette (mort en 1977), médecin hygiéniste et écrivain français.
- 1er juin : Derek Denny-Brown (mort en 1981), neurologue britannique, naturalisé américain.
- 3 juin : Louis Justin-Besançon (mort en 1989), médecin français.
- 7 juillet : Gertrude Duby Blom (morte en 1993), journaliste, ethnologue et photographe suisse.
- 20 juillet : Ida Mett (morte en 1973), médecin, essayiste et syndicaliste libertaire d'origine russe[15].
- 16 octobre : Pierre Huard (mort en 1983), chirurgien et anatomiste français, anthropologue, historien de la médecine[16].
- 26 novembre : Raymond Debenedetti (mort en 1969), médecin militaire français.
- 5 décembre : Milton Erickson (mort en 1980), psychiatre et psychologue américain, promoteur de l'hypnose thérapeutique.

Date inconnue
- Paul-René Bize (mort en 1991), neurologue et criminologue français[17].
- Alfred Leuthold (mort en 1982), vétérinaire suisse[18].
- Li T'ao (mort en 1959), médecin chinois, historien de la médecine traditionnelle[19],[20].
- Marcel Marchand (mort en 1984), médecin français, pionnier de la médecine du travail[21],[22].

## Décès
- 5 janvier : Pierre Potain (né en 1825), cardiologue français.
- 2 avril : James Compton-Burnett (né en 1840), homéopathe[23].
- 8 avril : 
  - Émile Decroix (né en 1821), vétérinaire français.
  - Giulio Bizzozero (né en 1846), médecin italien, considéré comme le père de l'histologie italienne, ainsi que l'un des précurseurs de la médecine préventive.
- 21 juillet : Henri de Lacaze-Duthiers (né en 1821), anatomiste, biologiste et zoologiste français.
- 4 août : Jean Guignard (né en 1829), médecin, chirurgien et homme politique français.
- 12 août : Alfred Le Roy de Méricourt (né en 1825), médecin français, spécialiste de médecine navale[24].

Date indéterminée
- Giovanni Montano (it) (né en 1844), médecin et scientifique italien qui a décrit le favisme.